# Francis Detraux
 (novembre 2011).
Si vous disposez d'ouvrages ou d'articles de référence ou si vous connaissez des sites web de qualité traitant du thème abordé ici, merci de compléter l'article en donnant les références utiles à sa vérifiabilité et en les liant à la section « Notes et références ».
Francis Detraux, né à Villers-lez-Heest le 29 mars 1946 et décédé à Namur le 9 novembre 2016,, est un homme politique belge et ancien collaborateur parlementaire.

## Biographie
Conseiller provincial (1994-2000) et conseiller communal de Namur (1999-2000), de mai 2003 à juin 2007, il est sénateur élu directement par le collège électoral français, sur la liste de Front National. 
Il occupe plus précisément la place de premier suppléant sur la liste menée par Audrey Rorive, qui lui a cédé sa place, préférant rester au Parlement bruxellois.
Il est le compagnon de Jacqueline Merveille, qui a été secrétaire générale du FN durant plus de dix ans.
En 2004, il fait dissidence, avec sa compagne, à la suite de conflits multiples avec Daniel Féret et fonde Force Nationale, en compagnie de l'ancien député FN Juan Lemmens et du député suppléant FN, Georges-Pierre Tonnelier. Ces conflits portent notamment sur les comptes du Front National dont il a été trésorier durant de nombreuses années [Quand ?].
Le sénateur coopté Michel Delacroix ayant décidé de continuer à siéger sous l'étiquette Front National et Francis Detraux désirant, lui, siéger Force Nationale, le Bureau du Sénat a décidé, en 2005, de ne plus reconnaître à ces deux élus le droit de former un groupe et donc de bénéficier des avantages qui y sont liés. Francis Detraux a par la suite siégé comme indépendant. Tête de liste Force Nationale à l'élection du 10 juin 2007, il n'a pas été réélu.
Pour les élections de juin 2010, il a créé un nouveau parti qui se nomme Wallonie d'abord.